# Олійник Леонід Васильович
Леонід Васильович Олійник (17 листопада 1910, Савинки — ????) — дослідник історії України середніх віків, історик-краєзнавець.

## Біографія
Народився 17 листопада 1910 року в селі Савинках (нині Корюківського району Чернігівської області). У 1930–1933 роках навчався в Чернігівському інституті народної освіти, який не закінчив. 1933 року поступив до аспірантури Харківського інституту української культури, але в зв'язку з його ліквідацією в 1934 році був звільнений від навчання. У 1934–1959 роках викладав історію в педагогічному училищі та педагогічних інститутах (у 1941–1944 роках — в евакуації), в тому числі у 1948–1956 роках — завідувач кафедрою історії України Ніжинського педагогічного інституту. У 1940–1941 і 1945–1947 роках, без відриву від виробництва, був аспірантом Інституту історії АН УРСР.
У 1947 році під керівництвом члена-кореспондента АН УРСР М. Н. Петровського захистив кандидатську дисетрацію на тему: «Повстання полтавського полковника Мартина Пушкаря (1657—1658 рр.)», проте у 1959 році, на підставі того, що не мав документу про закінчену вищу освіту, був позбавлений наукового ступеня кандидата історичних наук. У 1960 році закінчив історичний факультет Луганського педагогічного інституту. 1964 року ВАК СРСР на основі рішення Об'єднаної ради суспільних наук АН УРСР після повторного захисту надав науковий ступінь кандидата історичних наук за роботу «Спільна боротьба українського та російського народів проти польсько-шляхетської агресії (1654—1667 рр.)».
У 1960–1964 — редактор-організатор «Українського історичного журналу», у 1964–1973 роках — молодший науковий співробітник, старший науковий співробітник відділу історії міст і сіл Української РСР, 1973–1974 роках — старший науковий співробітник відділу історії феодалізму Інституту історії АН УРСР.

## Праці
Опублікував близько 50 праць. Серед них:
- Украинская ССР в со-звездии братских республик Советского Союза. — Київ, 1972;
- В Радянськім Союзі ти щастя знайшла. — Київ, 1972;
- Селянський рух на Чернігівщині в 1905—1907 рр. — Київ, 1959.